# マンタイ (ウラナラ氏)
マンタイ (満洲語：ᠮᠠᠨ᠋ᡨ᠋ᠠᡳ, 転写：Mantai, 漢語：滿泰) (生16世紀？-歿1596）は、ウラナラ氏、第二代ウラ･ベイレ (烏拉国主) ･ブガンの次子で、第三代国主。
在位中にハダ部の支配下から離脱を果し、スワン (ᠰᡠᠸᠠᠨ, suwan, 蘇完) 部、シベ (ᠰᡳᠪᡝ, sibe, 錫伯) 部を立続けに併呑してウラの国土を拡大した。後にはイェヘ部を筆頭とする九部連合軍に参加して清太祖ヌルハチ率いる建州部 (後金の前身) とグレ山に於ける激戦を繰り広げたが、弟・ブジャンタイが捕縛され俘虜となった。マンタイはその数年後、辺境地視察の際に刺殺された。
| ウラナラ氏 |                                                                          |
| 仮名 | マンタイ                                                                 |
| 満洲語 | ᠮᠠᠨᡨ᠋ᠠᡳ                                                                   |
| 転写 | Mantai                                                                   |
| 繁体字 | 滿泰                                                                     |
| 拼音 | Mǎntài                                                                   |
| \| 父 \| ブガン \| \| 兄弟 \| ブダン（布丹） ブジャンタイ（布占泰） \| \| 子女 \| 撮胡里 ナムダリ（納穆達里） アブタイ（阿布泰） ブダリ（布打里） アバハイ \| |                                                                          |
| 父 | ブガン                                                                   |
| 兄弟 | ブダン（布丹） ブジャンタイ（布占泰）                                    |
| 子女 | 撮胡里 ナムダリ（納穆達里） アブタイ（阿布泰） ブダリ（布打里） アバハイ |

## 略歴
マンタイ即位後の時期は正に、ハダ部主・萬 (王台) が死歿し同部が衰頽していた頃で、萬の三子が後継者争いに明け暮れていた。マンタイはこの機を捉えハダ部からの離脱を果した。マンタイは南へ進攻し、イェヘ部と連合してスワン、シベ両部を分領し、ウラの旧領であるスイハ･ホトン (綏哈城) を奪回した。スワン部主・グヮルギャ (瓜爾佳) 氏ソルゴ (索爾果) と子・フュンドン (後金開国五大大臣の一) らは南方の建州部 (後金の前身) に身を寄せ、シベ部主はイェヘ部に投降した。マンタイはウラ国に亡命していた萬の五子・メンゲブル (孟格布禄)のハダ国帰還と国主の地位継承を後押しし、弟・ブジャンタイを派遣してイェヘ部とホイファ部との間の紛争調停を買って出るなど、ウラ国の名を大いに轟かせ、いつしか萬亡き後の海西盟主の地位を窺うようになった。しかし、当時イェヘ部の実力はウラ部のそれを上回り、且つ明朝がその後ろ盾となっていたことから、マンタイは最終的に断念しイェヘ部に盟主の地位を譲ることとなった。
万暦21 (1593) 年6月、ヌルハチに不満を抱くイェヘ国主のブジャイ (布寨)および同部のナリムブル (納林布禄) ベイレの誘いに乗ったマンタイは、ハダ国主のメンゲブル、ホイファの国主バインダリらとともに兵馬を率いてフブチャ･ガシャン (瑚卜察寨) を襲撃した。9月、マンタイは弟のブジャンタイに兵3,000を附けて出陣させ、イェヘ部を首魁とする九部連合軍の建州侵攻に参加させたが、連合軍は大敗を喫し (グレ山の戦)、海西盟主のイェヘ国主・ブジャイは殺害され、ブジャンタイは俘虜の身に堕ちた。マンタイはブジャンタイの境遇を考えて思い切った行動が採れず、その後の建州侵攻への参加も取り止めとなった。姻戚関係を結んでブジャンタイを連れ戻そうとしたが、ヌルハチにすげなく拒絶され、情勢に照らしてヌルハチとの和睦に転じた。
万暦24(1596)年、マンタイはブジャンタイの家族20余人を建州部に移送してブジャンタイと住まわせた。この時、ウラとイェヘとはスワン部領地を分領したことで互いに国境を接することとなり、それに伴って国境沿いでの紛糾が目立ち始めた。マンタイは大軍を率いて辺境地区のスワヤン･シラン(蘇斡延湿欄)（現吉林省長春市双太河）に向い、越境イェヘ人を駆逐して、防塁の再設置に着手した。同年7月、ヌルハチは護衛２人を附けてブジャンタイをウラ国へ送還したが、同月、ブジャンタイの到着を待たずしてマンタイと長子・撮胡里は刺殺された。マンタイの叔父ヒンニヤ（興尼牙）は国主の地位を狙い、帰還したブジャンタイの殺害を企てたが、ヌルハチの附けた２人の護衛の前に手も足も出ず、結局イェヘ部へ亡命し、ブジャンタイが第４代ウラ国主に即位した。
マンタイ父子の下手人については多説あり、一般的に云われるのはマンタイが子の撮胡里とともに村の二人の婦女を強姦し、夜になって夫に殺されたという説である。別の説では、興尼牙がイェヘの支持を取り付けて政変を起し、父子を殺害した上で「父子が婦女暴行の仇として殺された」という噂を流したというものである。

## マンタイの子孫
- 長子・撮胡里：マンタイと共に刺殺され死亡。
- 次子ナムダリ (namdari, 納穆達里)：アブタイの実兄。[19]ニングタ (寧古塔) ベイレ。[20]
  - 孫バインタイジュ（baintaiju, 拝音泰柱）：頭等侍衛に任命され、朝鮮皮島で戦死、雲騎尉 (一種の爵位) を授与された。[19]
    - 曾孫・アグラン（agulan, 阿古蘭）：バインタイジュの長子。雲騎尉承を承襲後、三度の恩賞により三等軽車都尉に陞叙された。[19]
      - 玄孫ガルガン（gargan, 噶爾漢）：アグランの子。三等軽車都尉を承襲。[19]
        - 昆孫ラルタイ（lartai, 拉爾泰）：ガルガンの子。三等軽車都尉を承襲し、協領を務めた。[19]
          - 来孫マユン（mayūn, 瑪雲）：ラルタイ（拉爾泰）の子。恩賞による加増分が消滅して三等軽車都尉から降級し、雲騎尉を承襲。[19]
            - 礽孫ダボー（daboo, 達保）：マユンの子。雲騎尉を承襲。[19]

    - 曾孫ムシュフ（mušuhu, 穆舒瑚）：バインタイジュの次子。元・二等侍衛。[19]
    - 曾孫ニュニュ (nionio, 牛鈕)：バインタイジュの三子。元・三等侍衛。[19]
      - 玄孫ロミ（lomi, 羅密）：バインタイジュの孫 (ニュニュの子？)。元・主事。[19]
      - 玄孫ラントゥ（langtu, 郎図）、ミンフ（mingfu, 明福）、トゥラ（tula, 図拉）、(ニュニュの子？)：元・筆帖式。[19]
        - 昆孫シェンジョウ (šenjeo, 申周)：バインタイジュの曾孫 (父不詳)。元・筆帖式。[19]
        - 昆孫マンドゥ (mandu, 満都)：バインタイジュの曾孫 (父不詳)。元・筆帖式。[19]
        - 昆孫ルルギン (lurgin, 魯爾錦)：バインタイジュの曾孫 (父不詳)。現・鳴賛。[19]
        - 昆孫アダ（ada, 阿達）：バインタイジュの曾孫 (父不詳)。現・驍騎校。[19]
- 三子アブタイ (abtai, 阿布泰)：正白旗。ウラ地方に代々定住し、建国初期に帰順した。ホショイ・エフ(和碩額駙＝皇婿)。都統兼佐領を歴任した。[21]
  - 孫セレン (sereng, 色楞)：アブタイの子。元・二等侍衛。[21]
    - 曾孫バハタ (bahata, 巴哈塔)：アブタイの孫。元・佐領。[21]
      - 玄孫ナミンジュ（namingju, 納明住）：アブタイの曾孫。元・佐領。[21]
        - 来孫ユンフ（yungfu, 永福）：アブタイの玄孫。元・佐領。[21]
        - 来孫ユンデ（yungde, 永徳）：アブタイの玄孫。現・三等侍衛兼佐領。[21]
- 四子ブダリ (布打里)[22]
- 娘アバハイ：太祖ヌルハチ大妃。[1]
  - アジゲ (ajige, 阿済格)
  - ドルゴン (dorgon)
  - ドド (dodo, 多鐸)

## 脚註・参考
1. 1 2 3   八旗滿洲氏族通譜. 未詳. "……布干卒子滿泰繼太祖髙皇帝納其女為大妃滿泰卒弟布瞻泰繼以公主降焉……"
2. ↑   乌拉国简史. 中共永吉县委史办. pp. 26,25,90
3. ↑  高, 庆仁 (2008) (中国語). 努尔哈赤编年体传记. 1. 大连出版社. p. 237
4. 1 2  「蒙格布禄」とも。
5. ↑   乌拉国简史. 中共永吉县委史办. pp. 26,34
6. 1 2  「布寨」「布齋」とも。「寨」と「齋」は現代中国語の拼音でともに「zhai」。
7. 1 2  “列傳10-布佔泰”. 清史稿. 223. 未詳. "萬曆二十一年夏六月，葉赫糾扈倫諸部侵太祖，滿泰以所部從。秋九月，葉赫再糾扈倫諸部，及蒙古科爾沁所部，及滿洲長白山所屬，大舉分道侵太祖。滿泰使布佔泰以所部從，與哈達貝勒孟格布祿、輝發貝勒拜音達里合軍萬人。戰敗，葉赫貝勒布寨死於陣，科爾沁貝勒明安單騎走。戰之明日，卒有得布佔泰者，縛以見太祖，曰：「我獲俘，將殺之。俘大呼勿殺，原自贖。因縛以來見。」跽太祖前，太祖問誰何，對曰：「烏喇貝勒滿泰弟布佔泰也，生死惟貝勒命。」叩首不已。太祖曰：「汝輩合九部兵為暴於無辜，天實厭之。昨陣斬布寨，彼時獲汝，汝死決矣！今見汝，何忍殺？語有之曰： '生人勝殺人，與人勝取人。'」遂解其縛，與以猞猁猻裘，撫育之。"
8. ↑  “癸巳年葉赫國主布齋納林布祿貝勒”. 大清歷朝實錄-滿洲實錄. 2. 未詳. "癸巳年葉赫國主布齋納林布祿貝勒因太祖不順糾合哈達國主蒙格布祿烏拉國主滿泰輝發國主拜音達哩四國兵馬於六月內劫去瑚卜察寨……"
9. 1 2   乌拉国简史. 中共永吉县委史办公室. pp. 52-53
10. ↑  『清史稿』に拠ると、九部連合軍の敗退後、ホルチン部ベイレ明安は独り馬を駆って一目散に遁走した。原文「戰敗，葉赫貝勒布寨死於陣，科爾沁貝勒明安單騎走。」
11. ↑  “九月內葉赫國主布齋納林布祿”. 大清歷朝實錄-滿洲實錄. 2. 未詳. "一人生擒布占泰跪見太祖曰我得此人慾殺之彼自呼毋殺許與贖貲因此縳來太祖問曰爾何人也其人叩首答曰我畏殺未敢明言我乃烏拉國滿泰之弟布占泰今被擒生死只在貝勒太祖曰汝等會九部之兵欺害無辜天厭汝等昨日布齋已經殺死彼時若得汝亦必殺矣今既來見豈肯殺汝語云生人之名勝於殺與人之名勝於取遂釋其縳賜猞狸猻裘養之"
12. ↑   乌拉国简史. 中共永吉县委史办公室. p. 55
13. ↑  「蘇斡延錫蘭」とも。
14. ↑  中国語版では「滿泰族叔」としている。文献などにも「親叔」としているものを見かけないが、ここではマンタイの実叔父かどうか判断は差し控える。
15. 1 2  李, 澍田 (1986) (中国語). 海西女真史料. 吉林文史出版社. p. 312
16. 1 2  “布佔泰”. 清史稿. 223. 未詳. "居三年，二十四年秋七月，遣還所部，使圖爾坤黃占、博爾焜蜚揚佔護行。未至，滿泰及其子淫於所部，皆見殺。布佔泰至，滿泰有叔興尼牙，將殺而奪其地，二使者嚴護之，興尼牙謀不行，乃出奔葉赫，卒定布佔泰而還。冬十二月，布佔泰以女弟妻貝勒舒爾哈齊。……"
17. ↑  “太祖髙皇帝癸丑年征烏拉部撫降之”. 欽定盛京通志. 31. 未詳. "布罕卒子滿泰繼之癸巳年夏六月滿泰為葉赫貝勒等所誘合兵刦我瑚布察寨太祖率兵擊之而遁秋九月滿泰之弟布占泰隨葉赫哈逹貝勒等九國合兵来侵太祖擊之古哷山九國兵皆敗遁葉赫貝勒布齋為我兵所殺明日有卒擒一人至告曰吾獲一人将殺之彼大呼勿殺願自贖因縛之來太祖問曰爾何人也對曰烏拉貝勒滿泰之弟布占泰也恐見殺未敢明言生死惟命遂叩首太祖曰汝等九部會兵侵害無辜天厭汝等昨已擒斬布齋彼時獲爾亦必殺矣今既見汝何忍殺語曰生人之名勝於殺人與人之名勝於取人遂解其縛賜猞狸猻裘贍養之丙申年太祖遣大臣圖勒坤黄占博勒寛斐揚占送之歸時烏拉貝勒滿兵與其子往所屬蘇斡延錫蘭地並以滛人妻被殺及布占泰至滿泰之叔興尼雅欲殺之因我國衛送二大臣嚴為防護不能害興尼雅奔葉赫圖勒坤黄占等立布占泰為烏拉國主乃還"
18. ↑   乌拉国简史. 中共永吉县委史办. p. 56
19. 1 2 3 4 5 6 7 8 9 10 11 12 13 14 15  “阿布泰”. 八旗滿洲氏族通譜. 未詳. "……又阿布泰親兄納穆達理之子拜音泰柱由頭等侍衛從征朝鮮攻皮島陣亡贈雲騎尉其長子阿古蘭襲職三遇恩詔加至三等輕車都尉卒其子噶爾漢襲職卒其子拉爾泰襲職任協領卒其子瑪雲襲職時削去恩詔所加之職承襲雲騎尉卒其子達保現襲職拜音泰柱之次子穆舒瑚原任二等侍衛第三子牛鈕原任三等侍衛孫羅密原任主事郎圖明福圖拉俱原任筆帖式曾孫申周滿都俱原任筆帖式魯爾錦現任鳴贊阿達現任驍騎校"
20. ↑  「寧古塔貝勒」については翻訳元より引用。典拠不明。
21. 1 2 3 4 5 6  “阿布泰”. 八旗滿洲氏族通譜. 未詳. "正白旗人滿泰第三子也世居烏喇地方國初來歸尚和碩公主歴任都統兼佐領其子色楞原任二等侍衞孫巴哈塔原任佐領曾孫納明住原任佐領元孫永福原任佐領永德現任三等侍衞兼佐領……"
22. ↑   乌拉国简史. 中共永吉县委史办. p. 143